# Я стала лиходійкою, тому приборкаю фінального боса
«Я стала лиходійкою, тому приборкаю фінального боса» (яп. 悪役令嬢なのでラスボスを飼ってみました, Akuyaku Reijō Nanode Rasubosu o Katte Mimashita) – серія ранобе, яку написала Сараса Наґасе та проілюструвала Май Мурасакі. У травні 2017 року серія почала виходити онлайн на вебсайті для публікації ранобе Shōsetsuka ni Narō. Пізніше його придбала компанія Kadokawa Shoten, яка з вересня 2017 року опублікувала десять томів під імпринтом Kadokawa Beans Bunko. Адаптація манґи з малюнком від Анко Юзу публікувалася в серійному журналі сейнен-манґи Kadokawa Shoten Comp Ace з червня 2018 по серпень 2019 року. Вона була зібрана в трьох томах танкобон. І ранобе, і манґа ліцензовані в Північній Америці компанією Yen Press. Адаптація аніме-телесеріалу виробництва Maho Film транслювалася з жовтня по грудень 2022 року. Українською манґа почала виходити у квітні 2024 року від видавництва «MAL'OPUS».

## Персонажі
Ейлін Лорен Д'Отріш (яп. アイリーン・ローレン・ドートリシュ, Airīn Rōren Dōtorishu)
Сейю: Такахаші Ріе (оригінал), Алексіс Тіптон (англійський дубляж)

## Медіа

### Ранобе
У травні 2017 року серія Сараси Наґасе почала виходити онлайн на вебсайті Shōsetsuka ni Narō. Її придбали Kadokawa Shoten, які 1 вересня 2017 року почали видавати його як ранобе з ілюстраціями Маі Мурасакі через їх видання Kadokawa Beans Bunko. Ранобе ліцензовано у Північній Америці від Yen Press. Станом на грудень 2022 року вийшло одинадцять томів.

#### Список томів
| №  | Дата виходу     | ISBN                   |
| -- | --------------- | ---------------------- |
| 1  | 1 вересня 2017  | ISBN 978-4-04-106036-0 |
| 2  | 1 березня 2018  | ISBN 978-4-04-106037-7 |
| 3  | 1 вересня 2018  | ISBN 978-4-04-107258-5 |
| 4  | 1 березня 2019  | ISBN 978-4-04-107259-2 |
| 5  | 1 липня 2019    | ISBN 978-4-04-108267-6 |
| 6  | 1 вересня 2019  | ISBN 978-4-04-108268-3 |
| 7  | 1 січня 2020    | ISBN 978-4-04-108962-0 |
| 8  | 1 вересня 2020  | ISBN 978-4-04-109847-9 |
| 9  | 1 жовтня 2021   | ISBN 978-4-04-111863-4 |
| 10 | 30 вересня 2022 | ISBN 978-4-04-112995-1 |
| 11 | 28 грудня 2022  | ISBN 978-4-04-113125-1 |

### Манґа
Адаптація у форматі манґи від Анко Юзу публікувалася в журналі сейнен-манґи Comp Ace від Kadokawa Shoten з червня 2018 року по серпень 2019 року. Вона зібрана у трьох томах танкобон. Манґа також ліцензована в Північній Америці Yen Press. В Україні манґу з квітня 2024 року видає «MAL'OPUS».

#### Список томів
| № | Японською         | Японською              | Українською    | Українською            |
| № | Дата виходу       | ISBN                   | Дата виходу    | ISBN                   |
| - | ----------------- | ---------------------- | -------------- | ---------------------- |
| 1 | 26 листопада 2018 | ISBN 978-4-04-107720-7 | 20 травня 2024 | ISBN 978-617-8168-06-3 |
| 2 | 26 червня 2019    | ISBN 978-4-04-108347-5 | 13 серпня 2024 | ISBN 978-617-8168-19-3 |
| 3 | 26 грудня 2019    | ISBN 978-4-04-108930-9 | —              | —                      |

### Аніме
1 жовтня 2021 року анонсували екранізацію в аніме. Пізніше виявилося, що це телевізійний серіал виробництва Maho Film і режисерки Куміко Хабари, сценарій напише Кента Іхара, а дизайном персонажів займуться Момоко Макіуті, Ері Коджіма та Юко Оба. Музику створили Нацумі Табучі, Ханае Накамура, Мікі Сакурай, Саяка Аокі та Канаде Сакума. Серіал транслювався з 1 жовтня по 17 грудня 2022 року на Tokyo MX, MBS, WOWOW, AT-X і BS-TBS. Початковою темою є «Kyōkan Sarenakute mo Ii Janai» (яп. 共感されなくてもいいじゃない) Такахасі Ріе, а завершальною темою є «Nomick» (яп. ノミック, Nomikku) від ACCAMER. Crunchyroll ліцензував серіал за межами Азії та транслював англійський дубляж, починаючи з 15 жовтня 2022 року. Medialink також ліцензувала серіал в Азійсько-тихоокеанському регіоні.

## Сприйняття
Ребека Сильверман з Anime News Network сказала про перший том ранобе: «Воно не зовсім інноваційне, але наростальне усвідомлення Ейлін того, що вона активно переписує сюжет, – це добре, і роман стає лише кращим у міру розвитку». Вона похвалила ілюстрації та сказала, що «активне перегортання сценарію Ейлін надає книзі справжньої переваги», але розкритикувала використання знайомих сюжетних ритмів і розповіді в теперішньому часі. Пізніше вона переглянула другий і третій томи, заявивши: «В обох книгах багато гарних комедійних моментів, причому жарти є основним моментом в обох томах. Епілог третього тому – це чудова комедія помилок… і Ейлін, хоча іноді неймовірно щільна, здебільшого вона дуже приваблива героїня».